# Holding Out for a Hero
 (janvier 2025).
La mise en forme du texte ne suit pas les recommandations de Wikipédia : il faut le « wikifier ».
Les points d'amélioration suivants sont les cas les plus fréquents. Le détail des points à revoir est peut-être précisé sur la page de discussion.
- Les titres sont pré-formatés par le logiciel. Ils ne sont ni en capitales, ni en gras.
- Le texte ne doit pas être écrit en capitales (les noms de famille non plus), ni en gras, ni en italique, ni en « petit »…
- Le gras n'est utilisé que pour surligner le titre de l'article dans l'introduction, une seule fois.
- L'italique est rarement utilisé : mots en langue étrangère, titres d'œuvres, noms de bateaux, etc.
- Les citations ne sont pas en italique mais en corps de texte normal. Elles sont entourées par des guillemets français : « et ».
- Les listes à puces sont à éviter, des paragraphes rédigés étant largement préférés. Les tableaux sont à réserver à la présentation de données structurées (résultats, etc.).
- Les appels de note de bas de page (petits chiffres en exposant, introduits par l'outil «  Source ») sont à placer entre la fin de phrase et le point final[comme ça].
- Les liens internes (vers d'autres articles de Wikipédia) sont à choisir avec parcimonie. Créez des liens vers des articles approfondissant le sujet. Les termes génériques sans rapport avec le sujet sont à éviter, ainsi que les répétitions de liens vers un même terme.
- Les liens externes sont à placer uniquement dans une section « Liens externes », à la fin de l'article. Ces liens sont à choisir avec parcimonie suivant les règles définies. Si un lien sert de source à l'article, son insertion dans le texte est à faire par les notes de bas de page.
- La présentation des références doit suivre les conventions bibliographiques. Il est recommandé d'utiliser les modèles {{Ouvrage}}, {{Chapitre}}, {{Article}}, {{Lien web}} et/ou {{Bibliographie}}. Le mode d'édition visuel peut mettre en forme automatiquement les références.
- Insérer une infobox (cadre d'informations à droite) n'est pas obligatoire pour parachever la mise en page.

Pour une aide détaillée, merci de consulter Aide:Wikification.
Si vous pensez que ces points ont été résolus, vous pouvez retirer ce bandeau et améliorer la mise en forme d'un autre article.
Singles de Bonnie Tyler
A Rockin' Good Way
(1984) Here She Comes
(1984)
Pistes de Secret Dreams and Forbidden Fire
Before This Night Is Through
Holding Out for a Hero est une chanson écrite par Jim Steinman et Dean Pitchford (en). Elle est interprétée par Bonnie Tyler et lancée en 1984 sur la bande sonore (en) du film Footloose. Plus tard, la chanson sera intégrée à l'album Secret Dreams and Forbidden Fire (en) de Tyler. En 1984, elle atteint le #96 au Royaume-Uni, puis le #2 en 1985 et le #69 en 1991.
Le premier couplet peut-être vu comme un exemple de ubi sunt :

« Where have all the good men gone and where are all the gods?
Where's the street-wise Hercules to fight the rising odds? »

L'intro instrumentale (piano et chœurs) de la chanson est tirée du titre Stark Raving Love de Jim Steinman, album Bad for Good (1981).

## Vidéo-clip
Produit par Jeffrey Abelson, réalisé par Doug Dowdle et conceptualisé par Keith Williams, le vidéoclip est le premier de son genre à faire la promotion d'un film sans contenir de scène de ce dernier.
Au début du clip, Bonnie Tyler s'échappe d'une maison en flammes. La vidéo met en scène Tyler près des restes de la maison brûlée et sur le bord du Grand Canyon. Les scènes sont entrecoupées de choristes habillées en blanc. De méchants cow-boys, habillés en noir et armés de fouets phosphorescents, s'approchent et menacent Tyler. Un cowboy en blanc armé d'un pistolet apparaît à dos de cheval, met en fuite les méchants et poursuit ces derniers à cheval.

## Liste des titres
| Canada 45 tours États-Unis 45 tours Nouvelle-Zélande 45 tours Union européenne 45 tours 1. "Holding Out for a Hero" (version single) - 4:29 2. "Faster Than the Speed of Night" - 4:40 Canada Maxi 45 tours 1. "Holding Out for a Hero" (extended remix) - 6:19 2. "Holding Out for a Hero" (instrumental) - 5:15 Royaume-Uni Maxi 45 tours 1. "Holding Out for a Hero" (extended remix) - 6:19 2. "Holding Out for a Hero" (instrumental) - 5:15 3. "Faster Than the Speed of Night" - 4:40 | Royaume-Uni CD single et Maxi 45 tours 1. "Holding Out for a Hero" (version single) - 4:24 2. "Total Eclipse of the Heart" - 6:57 3. "I Can't Leave You Alone" - 4:42 Union européenne CD maxi et Maxi 45 tours 1. "Holding Out for a Hero" (version vidéo) - 4:41 2. "Faster Than the Speed of Night" - 4:40 3. "Total Eclipse of the Heart" - 6:49 |

## Reprises
La chanson a été reprise par plusieurs artistes dans diverses œuvres.

### Artistes
- Demon Kogure dans son album GIRLS' ROCK √Hakurai (2008),
- Emery dans la compilation Punk Goes 80's (2005),
- Darren Maycock a.k.a. Alk-E-D dans compilation Dancemania SPEED 7 (2001),
- Joss Stone
- Alvin et les Chipmunks dans l'épisode Three Alarm Alvin de la série Alvin et les Chipmunks,
- Graveworm,
- Frou Frou et Jennifer Saunders sur la bande sonore de Shrek 2,
- Six Pack sur l'album Discover (2008),
- Opera Magna,
- Yuko Nakazawa, en japonais,
- Amazing Transparent Man sur l'extended play Taking Back The Covers (2003),
- Asakura Miki pour la série dramatique School Wars 1984,
- Yannick Darkman en 1985 pour l'adaptation française par Pierre Delanoë sous le titre Salut le héros (Vogue).
- Melba Moore, en 1989 lors d'une parade de Macy's[2],
- Lucie Vondráčková,
- The Nolans,
- Ajda Pekkan, en turc,
- Rúnar Eff en 2010[3]
- Emerald Sun sur l'album Regeneration (2011),
- Rockstar Steady sur l'album Gossip bonus track (2011),
- Sopor Aeternus & The Ensemble of Shadows sur l'album Have You Seen This Ghost? (2011)
- Becca Tobin et Melissa Benoist (en tant que Kitty Wilde (en) et Marley Rose) dans la saison 4 de Glee et l'album Glee: The Music, Season 4, Volume 1 (en) (2013)
- Van Canto sur l'album Dawn Of The Brave (2014)
- Nothing But Thieves

### Bandes sonores
- Cover Up Chanson thème de la série du 22 septembre 1984 au 6 avril 1985
- Footloose, 1984 (USA #1)
- Short Circuit 2 1988
- Mais qui est Harry Crumb ?, 1989
- Loïs et Clark (série TV) Pilote (12 septembre 1993)
- Les supers nanas - The powerpuff girls, le film 2002 (pas la chanson elle-même, mais même structure de base)
- Shrek 2 2004 (interprétée par Frou Frou et Jennifer Saunders)
- Nacho Libre 2006
- Smallville (série TV) Épisode 8, Saison 9 Idol (13 novembre 2009)
- Saints Row: The Third (15 novembre 2011)
- Regular Show (série TV) Eggscellent (27 février 2012)
- Le Monde incroyable de Gumball « The Debt » (pas la chanson elle-même, mais même structure de base)
- Les Petits Mouchoirs 2010 de Guillaume Canet (source : générique) - (danse de Jean Dujardin)
- Doritos publicité (2016-2017)
- Les Crevettes Pailletées (2019)
- Loki (2021)
- Bandits (2001)
- Angry Birds : Copains comme cochons (2019)
- Super-héros malgré lui (2022)
- Bullet train (2022)
- Tetris (2023) (reprises en japonais et en russe)
- Super Mario Bros. le film (2023)

### Vidéos
- The Magic of David Copperfield VI, David Copperfield & Bonnie Tyler
- Bonnie Tyler The Video 1986
- 50 Jahre Rock 2004
- Discomelodies and Rhythms in Russian 2005

## Palmarès
| Palmarès (1984)           | Position maximale |
| ------------------------- | ----------------- |
| U.S. Billboard Hot 100    | 34                |
| Canadian Singles Chart    | 19                |
| German Singles Chart      | 19                |
| Austrian Singles Chart    | 19                |
| Australian Singles Chart  | 44                |
| New Zealand Singles Chart | 33                |
| Italian Singles Chart     | 30                |
| Swedish Singles Chart     | 19                |
| UK Singles Chart          | 96                |
| Palmarès (1985)           | Position maximale |
| Irish Singles Chart       | 1                 |
| UK Singles Chart          | 2                 |
| PALMARÈS EUROPÉEN         | 12                |
| Palmarès (1991)           | Position maximale |
| UK Singles Chart          | 69                |